# Venezuela op de Olympische Spelen
Venezuela is een van de landen die deelneemt aan de Olympische Spelen. Venezuela debuteerde op de Zomerspelen van 1948. Vijftig jaar later, in 1998, kwam het voor het eerst uit op de Winterspelen.
Tokio 2020 was voor Venezuela de negentiende deelname aan de Zomerspelen. In 2014 werd voor de vierde keer deelgenomen aan de Winterspelen.

## Medailles en deelnames
Er werden negentien (3-7-9) medailles gewonnen, alle op de Zomerspelen. De negentien medailles werden door achttien personen in acht olympische sporten behaald. De eerste medaille werd in 1952 gewonnen door Asnoldo Devonish in de atletiek, hij won brons bij het hink-stap-springen. De eerste gouden medaille werd in 1968 door bokser Francisco Rodríguez bij de lichtvlieggewichten gewonnen. Het tweede goud volgde 44 jaar later in 2012 door schermer Rubén Limardo op het onderdeel degen behaald. Het derde goud werd behaald op de Spelen van 2020 door atlete Yulimar Rojas bij het hink-stap-springen. Ze werd hiermee tevens de eerste meervoudige medaillewinnaar, in 2016 won ze zilver op dit onderdeel.
In 2004 was taekwondoka Adriana Carmona de eerste vrouw die een olympische medaille won, zij won brons bij de zwaargewichten.

### Overzicht
De tabel geeft een overzicht van de jaren waarin werd deelgenomen, het aantal gewonnen medailles en de eventuele plaats in het medailleklassement.
| Zomerspelen | Zomerspelen | Zomerspelen | Zomerspelen | Zomerspelen | Zomerspelen |        | Winterspelen | Winterspelen | Winterspelen | Winterspelen | Winterspelen | Winterspelen |
| Jaar        | Goud        | Zilver      | Brons       | Totaal      | Rang        | Jaar   | Goud         | Zilver       | Brons        | Totaal       | Rang         |              |
| 1948        | 0           | 0           | 0           | 0           | -           | 1948   | -            | -            | -            | -            | -            |              |
| 1952        | 0           | 0           | 1           | 1           | 40          | 1952   | -            | -            | -            | -            | -            |              |
| 1956        | 0           | 0           | 0           | 0           | -           | 1956   | -            | -            | -            | -            | -            |              |
| 1960        | 0           | 0           | 1           | 1           | 41          | 1960   | -            | -            | -            | -            | -            |              |
| 1964        | 0           | 0           | 0           | 0           | -           | 1964   | -            | -            | -            | -            | -            |              |
| 1968        | 1           | 0           | 0           | 1           | 29          | 1968   | -            | -            | -            | -            | -            |              |
| 1972        | 0           | 0           | 0           | 0           | -           | 1972   | -            | -            | -            | -            | -            |              |
| 1976        | 0           | 1           | 0           | 1           | 34          | 1976   | -            | -            | -            | -            | -            |              |
| 1980        | 0           | 1           | 0           | 1           | 32          | 1980   | -            | -            | -            | -            | -            |              |
| 1984        | 0           | 0           | 3           | 3           | 40          | 1984   | -            | -            | -            | -            | -            |              |
| 1988        | 0           | 0           | 0           | 0           | -           | 1988   | -            | -            | -            | -            | -            |              |
| 1992        | 0           | 0           | 0           | 0           | -           | 1992   | -            | -            | -            | -            | -            |              |
| 1996        | 0           | 0           | 0           | 0           | -           | 1994   | -            | -            | -            | -            | -            |              |
| 2000        | 0           | 0           | 0           | 0           | -           | 1998   | 0            | 0            | 0            | 0            | -            |              |
| 2004        | 0           | 0           | 2           | 2           | 68          | 2002   | 0            | 0            | 0            | 0            | -            |              |
| 2008        | 0           | 0           | 1           | 1           | 80          | 2006   | 0            | 0            | 0            | 0            | -            |              |
| 2012        | 1           | 0           | 0           | 1           | 50          | 2010   | -            | -            | -            | -            | -            |              |
| 2016        | 0           | 2           | 1           | 3           |             | 2014   | 0            | 0            | 0            | 0            | -            |              |
| 2020        | 1           | 3           | 0           | 4           | 46          | 2018   | -            | -            | -            | -            | -            |              |
| 2024        | 0           | 0           | 0           | 0           | -           | 2022   | -            | -            | -            | -            | -            |              |
| Totaal      | 3           | 7           | 9           | 19          |             | Totaal | 0            | 0            | 0            | 0            |              |              |
| Tot. Z+W    | 3           | 7           | 9           | 19          |             |        |              |              |              |              |              |              |

2016: van oorspronkelijk 0-1-2 aangepast naar 0-2-1

### Per deelnemer
| Editie | Sport         | Olympiër                    | Onderdeel                             | Medaille |
| ------ | ------------- | --------------------------- | ------------------------------------- | -------- |
| 1952   | Atletiek      | Arnoldo Devonish            | hink-stap-springen (m)                | Brons    |
| 1960   | Schietsport   | Enrico Forcella Pelliccioni | kleinkalibergeweer, liggend, 50 m (m) | Brons    |
| 1968   | Boksen        | Francisco Rodríguez         | lichtvlieggewicht (m)                 | Goud     |
| 1976   | Boksen        | Pedro Gamarro               | weltergewicht (m)                     | Zilver   |
| 1980   | Boksen        | Bernardo Piñango            | bantamgewicht (m)                     | Zilver   |
| 1984   | Boksen        | Marcelino Bolívar           | lichtvlieggewicht (m)                 | Brons    |
| 1984   | Boksen        | Omar Catari                 | vedergewicht (m)                      | Brons    |
| 1984   | Zwemmen       | Rafael Vidal Castro         | 200 m vlinderslag (m)                 | Brons    |
| 2004   | Gewichtheffen | Israel Jose Rubio           | vedergewicht (-62 kg) (m)             | Brons    |
| 2004   | Taekwondo     | Adriana Carmona             | zwaargewicht (+67 kg) (v)             | Brons    |
| 2008   | Taekwondo     | Dalia Contreras Rivero      | vlieggewicht (-49 kg) (v)             | Brons    |
| 2012   | Schermen      | Rubén Limardo               | degen (m)                             | Goud     |
| 2016   | Atletiek      | Yulimar Rojas               | hink-stap-springen (v)                | Zilver   |
| 2016   | Boksen        | Yoel Finol Rivas            | vlieggewicht (-52 kg) (m)             | *        |
| 2016   | Wielersport   | Stefany Hernández           | bmx race (v)                          | Brons    |
| 2020   | Atletiek      | Yulimar Rojas               | hink-stap-springen (v)                | Zilver   |
| 2020   | Gewichtheffen | Julio Mayora                | lichtgewicht (-73 kg) (m)             | Zilver   |
| 2020   | Gewichtheffen | Keydomar Vallenilla         | middenzwaargewicht (-96 kg) (m)       | Zilver   |
| 2020   | Wielersport   | Daniel Dhers                | bmx freestyle (m)                     | Zilver   |

* Deze medaille werd in later stadium aangepast van brons naar zilver
Afghanistan · Albanië · Algerije · Amerikaans-Samoa · Amerikaanse Maagdeneilanden · Andorra · Angola · Antigua en Barbuda · Argentinië · Armenië · Aruba · Australië · Azerbeidzjan · Bahama's · Bahrein · Bangladesh · Barbados · België · Belize · Benin · Bermuda · Bhutan · Bolivia · Bosnië en Herzegovina · Botswana · Brazilië · Britse Maagdeneilanden · Brunei · Bulgarije · Burkina Faso · Burundi · Cambodja · Canada · Centraal-Afrikaanse Republiek · Chili · China · Chinees Taipei · Colombia · Comoren · Congo-Brazzaville · Congo-Kinshasa · Cookeilanden · Costa Rica · Cuba · Cyprus · Denemarken · Djibouti · Dominica · Dominicaanse Republiek · Duitsland · Ecuador · Egypte · El Salvador · Equatoriaal-Guinea · Eritrea · Estland · Ethiopië · Fiji · Filipijnen · Finland · Frankrijk · Gabon · Gambia · Georgië · Ghana · Grenada · Griekenland · Groot-Brittannië · Guam · Guatemala · Guinee · Guinee-Bissau · Guyana · Haïti · Honduras · Hongarije · Hongkong · Ierland · IJsland · India · Indonesië · Irak · Iran · Israël · Italië · Ivoorkust · Jamaica · Japan · Jemen · Jordanië · Kaaimaneilanden · Kaapverdië · Kameroen · Kazachstan · Kenia · Kirgizië · Kiribati · Koeweit · Kosovo · Kroatië · Laos · Lesotho · Letland · Libanon · Liberia · Libië · Liechtenstein · Litouwen · Luxemburg · Madagaskar · Malawi · Malediven · Maleisië · Mali · Malta · Marokko · Marshalleilanden · Mauritanië · Mauritius · Mexico · Micronesië · Moldavië · Monaco · Mongolië · Montenegro · Mozambique · Myanmar · Namibië · Nauru · Nederland · Nepal · Nicaragua · Nieuw-Zeeland · Niger · Nigeria · Noord-Korea · Noord-Macedonië · Noorwegen · Oeganda · Oekraïne · Oezbekistan · Oman · Oost-Timor · Oostenrijk · Pakistan · Palau · Palestina · Panama · Papoea-Nieuw-Guinea · Paraguay · Peru · Polen · Portugal · Puerto Rico · Qatar · Roemenië · Rusland · Rwanda · Saint Kitts en Nevis · Saint Lucia · Saint Vincent en de Grenadines · Salomonseilanden · Samoa · San Marino · Saoedi-Arabië · Sao Tomé en Principe · Senegal · Servië · Seychellen · Sierra Leone · Singapore · Slovenië · Slowakije · Somalië · Spanje · Sri Lanka · Soedan · Suriname · Swaziland · Syrië · Tadzjikistan · Tanzania · Thailand · Togo · Tonga · Trinidad en Tobago · Tsjaad · Tsjechië · Tunesië · Turkije · Turkmenistan · Tuvalu · Uruguay · Vanuatu · Venezuela · Verenigde Arabische Emiraten · Verenigde Staten · Vietnam · Wit-Rusland · Zambia · Zimbabwe · Zuid-Afrika · Zuid-Korea · Zuid-Soedan · Zweden · Zwitserland
Historische landen: Bohemen · Bondsrepubliek Duitsland · Brits-Indië · Duitse Democratische Republiek · Joegoslavië · Malaya · Nederlandse Antillen · Noord-Borneo · Noord-Jemen · Saarland · Servië en Montenegro · Sovjet-Unie · Tsjecho-Slowakije · West-Indische Federatie · Zuid-Jemen
Bijzondere deelnames: Onafhankelijke olympische atleten · Vluchtelingenteam 
 Australazië · Duits Eenheidsteam · Gemengd team · Gezamenlijk Team